# Jónás Vera
Jónás Vera (1987. június 20. –) magyar énekes-dalszerző, a Jónás Vera Experiment alapítója és frontembere. Jónás Vera és zenekara a dalszerző saját szerzeményeit játssza más-más hangszerelésben és felállásban. Angolul megszólaló szövegeiben a saját magában felmerülő kérdéseket és problémákat feszegeti. Az Experiment mellett Jónás Vera gyakran ad szóló, illetve  duó koncerteket is.

## Zenei pályafutása
Jónás Vera a London Centre of Contemporary Music-ban énekes-dalszerzői diplomát szerzett 2012-ben. Beválogatták az Egyesült Államok Külügyminisztériuma által támogatott OneBeat programba, részt vett egy kéthetes workshopon Floridában, majd turnéztak az Egyesült Államok keleti partvidékén. Londonban megalapította első komolyabb zenekarát, a Vera Jonas Pyjama Sessions-t. 2011-ben Budapesten is zenekart alapított Jónás Vera Experiment néven. A zenekar kezdeti időszakában társai Csizmás András (bőgő), valamint Dés András (ütőhangszerek) voltak. A zenekar később kibővült Fenyvesi Mártonnal (elektromos gitár, vokál). A WANTED kislemez megjelenése előtt Dés András helyére a még dinamikusabb hangzás érdekében G. Szabó Hunor érkezett dobosként.
A Jónás Vera Experiment GAME című első nagylemezét 2013. őszén mutatta be teltház előtt a budapesti Trafóban, majd 2014-ben ezt követte a WANTED EP Jamie Winchester közreműködésével, amelyet első alkalommal a budapesti Akvárium Klubban hallhatott a közönség. A GAME nagylemezt 2014. őszén Japánban a Whereabouts Records is megjelentette, amelyet lemezbemutató turné is követett 2015. tavaszán a szigetországban. 2016-ban jelent meg TIGER, NOW! című albuma a Launching Gagarin Records & Management gondozásában, amely lenyűgözte a hazai közönséget és a szakmát egyaránt. A Jónás Vera Experiment számos alkalommal fellépett Erdélyben, Ausztriában, Szlovákiában valamint Németországban. 2016-ban a MIDEM showcase fesztiválon az Artist Eccelerator Program második körös jelöltje volt. A Jónás Vera Experiment számos alkalommal fellépett Erdélyben, Ausztriában, Szlovákiában, valamint Németországban. 2016-ban a MIDEM showcase fesztiválon az Artist Eccelerator Program második körös jelöltje volt.

## Diszkográfia
Vera Jonas Pyjama Sessions
- Vera Jonas EP (2012)
- Vera Jonas Pyjama Sessions EP (2010)

Jónás Vera Experiment
- Tiger, Now! (2016)
- Wanted (EP, 2014)
- Game (2013, Japán megjelenés: 2014)

Közreműködések
- Sonar Bistro: Open Up (2018)
- mius: Eigengrau (2016)
- minimyst: Hard Water (2015)
- Street Studio Hungary (2014)
- Subtones: Again & Again (single, 2014)

## Elismerések, jelölések
- 2016: Az Év Alternatív/Indie Felvétele díjazott – Fonogram
- 2016: Junior Dalszerző Díj díjazott – Artisjus
- 2015: Junior Dalszerző Díj jelölés – Artisjus
- 2014: Legjobb Spoken Word Dal jelölés – What Would They Do?!
- 2014: Legjobb Album jelölés – 13. Independent Music Awards